# Fantasilandia
Koordinaten: 33° 27′ 34″ S, 70° 39′ 46″ W
Fantasilandia ist ein Freizeitpark in Santiago de Chile,  Chile, der 1978 eröffnet wurde.

## Liste der Achterbahnen
| Name           | Typ                                 | Hersteller | Eröffnungsjahr   |
| -------------- | ----------------------------------- | ---------- | ---------------- |
| Boomerang      | Shuttle Coaster                     | Vekoma     | 1996             |
| Montaña Dragón | Powered Coaster, Familienachterbahn | Zamperla   | 2004 oder früher |
| Raptor         | Inverted Coaster                    | Vekoma     | 2008             |
| Tren Minero    | Minenachterbahn                     | Vekoma     | 2015             |
| Wild Mouse     | Wilde Maus, Spinning Coaster        | Zamperla   | 2006             |

### Ehemalige Achterbahnen
| Name   | Typ    | Hersteller | Eröffnungsjahr | Schließungsjahr |
| ------ | ------ | ---------- | -------------- | --------------- |
| Cyclon | Zyklon | Pinfari    | 1994           | 2004            |
| Galaxy | Zyklon | S.D.C.     | 1978           | 2013            |